# Marina divaricata
Marina divaricata är en ärtväxtart som först beskrevs av George Bentham, och fick sitt nu gällande namn av Rupert Charles Barneby. Marina divaricata ingår i släktet Marina och familjen ärtväxter. Inga underarter finns listade i Catalogue of Life.